# 開化派
開化派（かいかは、朝: 개화파、ケファパ）は、李氏朝鮮末期の改革主義政治グループである。別称は開化党または独立党である。日本では開明派とも言う。

## 概要
明治維新などの影響を受けて1870年代に朝鮮宮廷内の青年貴族官僚（両班）を中心に形成され、日本と結んで朝鮮の清からの自主独立と近代化を目指した。1882年の壬午事変以後、清と結ぶ保守的な事大党と対立。
1884年、金玉均・朴泳孝らが中心となり、福沢諭吉邸を拠点に、慶應義塾（現・慶應義塾大学）の関係者が全面協力し、密かに武器弾薬を送って彼らに決起を促し、更に福沢の紹介で井上馨外務卿を通じて横浜正金銀行から朝鮮政府に資金を融通するなど革命工作を進める。（ただし平山洋によれば、甲申政変後に亡命独立党員を支援した事実は確認できたが、政変前に福沢が関与した証拠は発見されていない。）50名程の朝鮮人留学生が留学し、後藤象二郎や花房義質、竹添進一郎、副島種臣などの薫陶を受け、陸軍からは三浦梧楼や岡本柳之助が暗躍した。日本の援助で甲申政変を起こし政権を握ったが、清の介入で3日で失敗し金玉均・朴泳孝らは日本に亡命した。
1894年の日清戦争時に親日政権に参加し再び政権を握ったが、1895年事大党だった親露派に追われた。
黄文雄は、「朝鮮が清国の属国であったことは、『万国公法』（国際法）や当時の清と李朝朝鮮の政治・軍事・外交関係の現実に照らし合わせれば明らかな国際常識だった」として、「李朝朝鮮の末期に登場した開化派は、清への事大をやめて独立を獲得しようとしたため、事大派（属国派）に対抗する「独立派」と称されていたことも忘れてはならない」と評している。